# Getijdenmolen Bergen op Zoom
De Getijdenmolen in Bergen op Zoom is een voormalige getijdenmolen aan de Oude Vissershaven in Bergen op Zoom. De molen heeft dienstgedaan als korenmolen en na 1825 ook als oliemolen. In de molen bevonden zich twee koppels stenen, die beide tot de verbouwing in 1791-1793 door een eigen waterrad werden aangedreven. Op de stenen werd rogge en tarwe gemalen.
Bij het verwijderen van de vestingwerken in de negentiende eeuw werd de molen, waarvan de buitenmuur deel uitmaakte van de vestingwerken, in 1889 aan de gemeente Bergen op Zoom verkocht. Het complex, inmiddels uitgebreid tot maalderij, bakkerij en bloemfabriek, werd ontdaan van alle machines en gebruikt als opslagplaats voor de gemeente. In 2002 werd de voormalige getijdenmolen verkocht aan een particulier die hem deels heeft gerestaureerd.